# Christiane Stallaert
Christiane Stallaert (1959) es una antropóloga e hispanista belga.
Es autora de obras como Etnisch nationalisme in Spanje. De historisch-antropologische grens tussen christenen en moren (Universitaire Pers, 1996), Etnogénesis y etnicidad en Espaha: Una aproximación histórico-antropológica al casticismo (Anthropos Editorial, 1998), Perpetuum mobile. Entre la balcanización y la aldea global (Anthropos, 2004), o Ni una gota de sangre impura. La España inquisitorial y la Alemania nazi cara a cara (Galaxia Gutenberg-Círculo de Lectores, 2006) —un estudio comparativo entre la Inquisición española y el Tercer Reich—, entre otras.